# Adobe Bridge
 (транскр.  Адоби бриџ) је менаџер медија који обезбеђује централни приступ свим креативним ставкама, креиран и издат од стране компаније Adobe, као део пакета Adobe Creative Suite, почевши од CS2. Његова основна сврха је да се повежу сви делови пакета заједно, користећи интерфејс сличан претраживачу датотека који се налази у претходним верзијама програма Adobe Photoshop. Adobe Bridge је доступан из свих осталих компоненти пакета Creative Suite, осим из самосталне верзије Adobe Acrobat.